# Rieneck (miasto)
Rieneck – miasto w Niemczech, w kraju związkowym Bawaria, w rejencji Dolna Frankonia, w regionie Würzburg, w powiecie Main-Spessart. Leży ok. 15 km na północny zachód od Karlstadt, nad rzeką Sinn, przy linii kolejowej Würzburg - Fulda.

## Demografia
| Rok  | Liczba mieszk. |
| 1970 | 2 315          |
| 1987 | 2 096          |
| 2000 | 2 127          |
| 2005 | 2 113          |